# Tokajski region winiarski
Tokajski region winiarski (węg. Tokaj-hegyaljai borvidék) – region winiarski w północno-wschodnich Węgrzech (komitat Borsod-Abaúj-Zemplén) i w południowo-wschodniej Słowacji (powiat Trebišov).
Tokajski region winiarski został oficjalnie ustanowiony w 1737. Obejmuje wschodnią część wyżyny Cserhát oraz południowe podnóże Gór Tokajsko-Slańskich, graniczące z doliną Cisy i z regionem Bodrogköz. Do tokajskiego regionu winiarskiego zalicza się także należące od 1918 do Słowacji miejscowości Slovenské Nové Mesto (Kisújhely), Viničky (Szőlőske), Malá Tŕňa (Kistoronya) i Veľká Tŕňa (Nagytoronya).
Historia uprawy winorośli w tokajskim regionie winiarskim liczy sobie około tysiąca lat. O wspaniałym smaku tutejszych win decydują łagodny i ciepły klimat, urodzajne wulkaniczne gleby oraz unikatowy skład pleśni w piwnicach winnych. Wśród odmian winorośli dominuje furmint, dalej hárslevelű i sárgamuskotály (muscat blanc à petit grains). Winogrona tych odmian poddaje się suszeniu na krzakach aż do formy określanej jako aszú. Z winogron tych powstają znane na całym świecie wina aszú i szamorodni. Wina tokajskie należą do najbardziej znanych win węgierskich.
Ze względu na walory przyrodnicze, architektoniczne i kulturalne oraz miejscowe tradycje winiarskie w 2002 UNESCO umieściło tokajski region winiarski na liście dziedzictwa światowego. Region w granicach uznanych przez UNESCO obejmuje 27 miejscowości: stolicę regionu – miasteczko Tokaj, wsie Bodrogkeresztúr, Bodrogkisfalud, Mád, Mezőzombor, Rátka, Szegi, Tarcal i Tállya – najważniejsze miejsca uprawy winogron, miasto Sátoraljaújhely z piwnicami „Ungvári Pince”, miasto Sárospatak z piwnicami „Rákóczi Pince”, wieś Hercegkút z piwnicami „Kőporosi” i „Galamboshegyi” oraz wieś Tolcsva z piwnicami „Oremus” i muzeum winiarstwa (Bormúzeum).
W granicach uznanych przez UNESCO leżą:
1. Tokaj
2. Abaújszántó
3. Bekecs
4. Bodrogkeresztúr
5. Bodrogkisfalud
6. Bodrogolaszi
7. Erdőbénye
8. Erdőhorváti
9. Golop
10. Hercegkút
11. Legyesbénye
12. Mád
13. Makkoshotyka
14. Mezőzombor
15. Monok
16. Olaszliszka
17. Rátka
18. Sárazsadány
19. Sárospatak
20. Sátoraljaújhely
21. Szegi
22. Szegilong
23. Szerencs
24. Tállya
25. Tarcal
26. Tolcsva
27. Vámosújfalu